# Para que todos sean uno

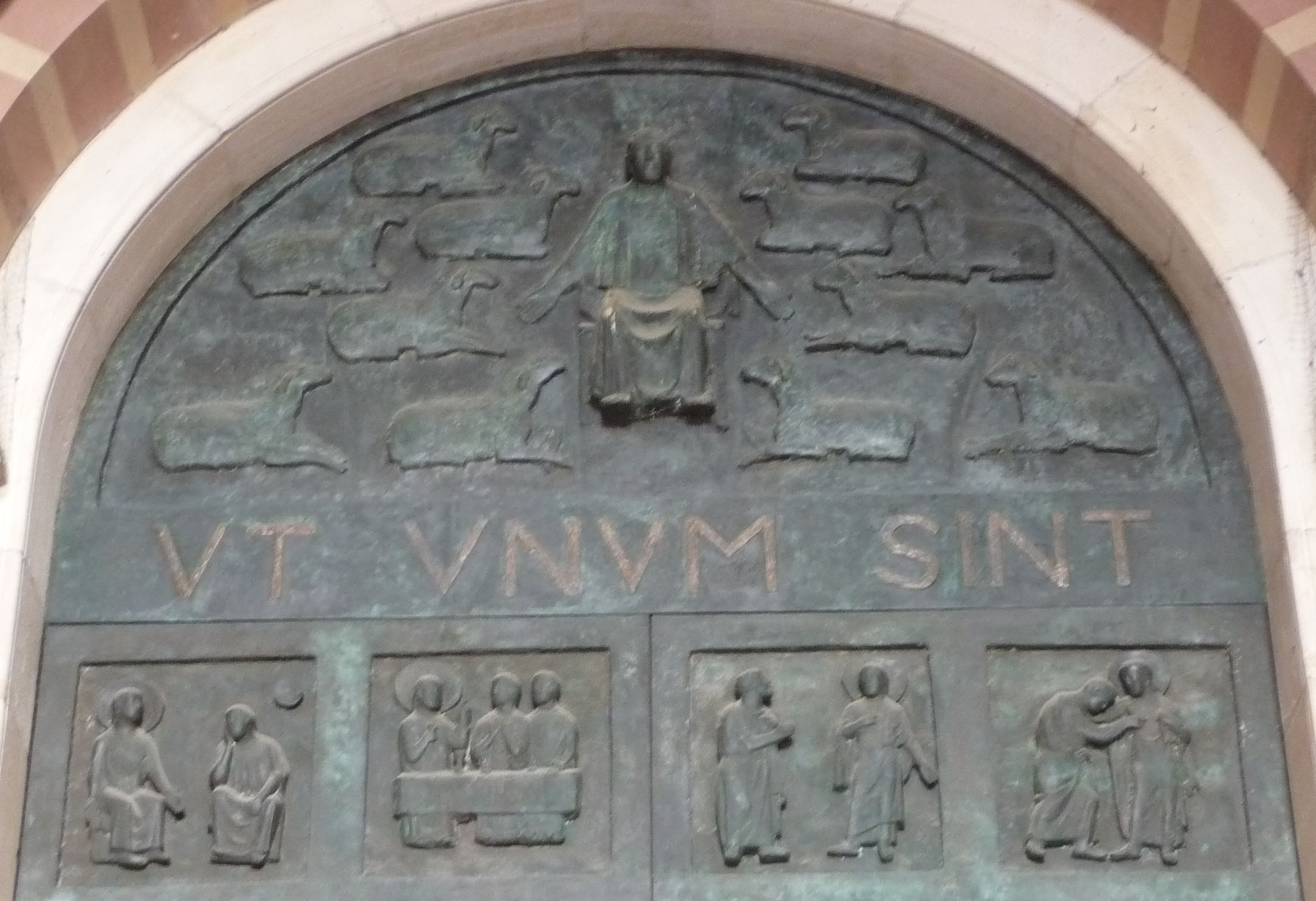
Versión latina, Ut ūnum sint, Catedral de Espira

«Para que todos sean uno» (en griego: ἵνα πάντες ἓν ὦσιν, “”ina pantes hen ōsin“”, en latín: Ut ūnum sint) es una frase derivada de un Versículo del Discurso de Despedida del Evangelio de Juan (17: 21) que dice:
para que todos sean uno. Como tú, Padre, estas en mí y yo en ti, que ellos también estén en nosotros, para que el mundo crea que tú me has enviado.

## Significado y usos
La frase constituye la base de varios movimientos ecuménicos e tradiciones denominacionales unidas y en vías de unión. También es un tema habitual en los sermones sobre la unidad de la Iglesia.
La frase es el lema oficial de la Iglesia del Sur de la India. La versión latina, Ut Omnes Unum Sint, es el lema de la Federación Universal de Movimientos Estudiantiles Cristianos, la Universidad de Maguncia, la Iglesia Unida de Canadá y la YMCA. La Iglesia Unida de Cristo tiene el mismo lema excepto por el cambio en el lugar de una palabra: «Para que “”todos“” sean uno».
La frase es también el lema de los frailes de Graymoor (la Sociedad de la Expiación). Han utilizado esta frase durante más de 100 años para describir el apostolado de la orden. La Sociedad de la Expiación inició la observancia mundial del «Octavario de la Unidad de la Iglesia». El trabajo de esta orden religiosa católica romana y franciscana es el Ecumenismo.
El Papa Juan Pablo II publicó una encíclica bajo la forma latina Vulgata de este título, Ut Unum Sint.
También es uno de los dos lemas de la Spalding Grammar School de Lincolnshire, Inglaterra. Es el lema de la Achimota School situada en Acra, Ghana y de la St. Louis Senior High School en Kumasi, tanto Strathmore School como Strathmore University en Nairobi, Kenia. St. Paul's School en Rourkela Orissa, India también lleva este lema en su Insignia. También es el lema de la Iglesia Presbiteriana de Ghana y de la Gran Logia de Ghana. El Igbobi College, situado en Lagos, Nigeria, también lleva este lema en el escudo/insignia del colegio.